# Далеке (Євпаторійський район)
Дале́ке (до 1948 року — Тата́р-Чагалта́й, крим. Tatar Çağaltay) — село Євпаторійського району Автономної Республіки Крим. Розташоване на півночі району.
Відстань від райцентру до населеного пункта становить 57 кілометрів по прямій.